# Excitebike
Excitebike — гоночная видеоигра, вышедшая в Японии в 1984 году для игровой консоли Famicom. Эта игра является одной из первых игр, вышедших для приставки NES (для североамериканского рынка). Игра множество раз переиздавалась на различных платформах, включая аркадные автоматы, NEC PC-8801, Sharp X1, Game Boy Advance. В 2007 году игра стала доступна через Virtual Console.

## Игровой процесс

Скриншот из игры на приставке NES

Игра представляет собой аркадный мотокросс с видом сбоку. В игре доступно два режима — заезд в одиночестве (режим игры A) либо с компьютерными соперниками (режим игры B). Игрок управляет мотоциклом путём двух скоростных режимов: щадящего и форсированного (позволяет развивать большую скорость, но при этом перегревается двигатель). Лавируя между этими двумя режимами, игроку требуется пройти квалификацию, заняв место не ниже третьего. Время третьего места отображается в нижней части экрана слева, затраченное игроком — справа. Чтобы приехать первым, игроку необходимо проехать трассу на 8 секунд быстрее времени третьего места.
В случае игры с компьютерными соперниками существует возможность столкновения мотоциклов, при этом мотоцикл, оказывающийся впереди при столкновении, не опрокидывается, а продолжает движение. При прыжке с трамплинов есть возможность наклонять мотоцикл в воздухе вперёд и назад, используя для этого крестовину контроллера. Нажатие кнопок вверх и вниз крестовины меняет текущую дорожку, по которой едет мотоцикл.
Excitebike стала одной из первых стартовых игр, доступных покупателям североамериканского региона на момент начала продаж консоли NES. Дабы сократить издержки производства, компания Nintendo приняла решение конвертировать печатные платы с игрой от японской Famicom с помощью специального переходника с 60-разъёмного японского картриджа на 72-разъёмный американский. Таким образом, первые тиражи игры на американском рынке были на самом деле японской версией, из-за чего в североамериканский релиз попала функция встроенного редактора, позволяющего игроку создать собственную трассу из имеющихся элементов. В японской версии игры для Famicom существовала возможность сохранить собственные трассы на магнитофонный рекордер Famicom Data Recorder. Так как этот аксессуар никогда не выпускался за пределами Японии, возможность сохранять трассы на американских и европейских консолях, несмотря на наличие кнопок «Save» и «Load» в редакторе, отсутствовала. В руководстве пользователя это объяснялось тем, что функции сохранения и загрузки не работают в игре и предназначались для возможной разработки продукта в будущем.

## Порты
Оригинальный Excitebike был использован в улучшенной версии под названием Vs. Excitebike, вышедшей для аркадной системы VS. UniSystem (1984) и Famicom Disk System (1988).
В аркадной версии, вышедшей чуть позднее оригинальной игры, был убран режим редактора, появилась возможность выбора сложности («Начинающий», «Средний» и «Продвинутый») и семи трасс вместо оригинальных пяти. Вдобавок к этому отсутствовали отдельные режимы игры A и B, вместо этого первый заезд считался квалификационным (аналогично A, без соперников), а второй — турнирным (аналогично B, с соперниками). Чтобы пройти квалификацию, игрок, как и в настоящем мотокроссе, должен занять место не ниже пятого.
В версии для Famicom Disk System, вышедшей в 1988 году, основным нововведением была возможность играть вдвоём против друг друга. Кроме того, была возможность менять настройки турнира — количество заездов, выбор трасс и количество кругов в заезде. Музыка для этой версии была полностью переписана композитором Сойо Ока. Игрок мог записывать созданные трассы на дискету.
В 1985 году игра была портирована компанией Hudson Soft для домашних компьютеров NEC PC-8801 и Sharp X1 (только для японского рынка).
В 2002 году выходит порт игры Game Boy Advance на картах для e-Reader, а в 2004 — в составе сборника Classic NES Series, где впервые для неяпонской версии игры появилась возможность сохранять собственные трассы.
В 2007 году игра становится доступной для скачивания через Virtual Console. 11 ноября 2011 года Excitebike вместе с 29 другими классическими играми была выпущена в составе игровой библиотеки ретроконсоли NES Classic Edition. Доступна на Nintendo Switch при покупке подписки Nintendo Switch Online.

## Продолжения
В 1997 году Nintendo выпускает Excitebike: Bun Bun Mario Battle Stadium (яп. エキサイトバイク ぶんぶんマリオバトルスタジアム Ekisaito Baiku: Bunbun Mario Batoru Sutajiamu) для SNES, которая была доступна только через сервис Satellaview и только на территории Японии. Эта игра, также известная как Mario Excite Bike или BS Excitebike, является римейком Excitebike, в котором места безымянных мотоциклистов заняли герои вселенной Марио: сам Марио, Луиджи, Принцесса Пич, Варио, Тоад и черепахи Купа.
В 2000 году выходит прямое продолжение Excitebike 64 для Nintendo 64, в котором также был разблокируемый режим, воссоздающий игровой процесс оригинальной игры.
В 2009 году через сервис WiiWare вышло продолжение Excitebike: World Rally.

## Критика
| Сводный рейтинг    | Сводный рейтинг | Сводный рейтинг |
| Издание            | Оценка          | Оценка          |
| Издание            | GBA             | NES             |
| ------------------ | --------------- | --------------- |
| GameRankings       | 64,56 %         | N/A             |
| Metacritic         | 71/100          | N/A             |
| Иноязычные издания |                 |                 |
| Издание            | Оценка          | Оценка          |
| Издание            | GBA             | NES             |
| 1UP.com            | C+              | N/A             |
| AllGame            | [ 9 ]           | [ 10 ]          |
| GameSpot           | (6,2/10)        | N/A             |
| IGN                | (7/10)          | (8,4/10)        |
| VideoGame          | N/A             | [ 14 ]          |

Allgame присудила Excitebike наивысшую оценку — пять звёзд, отметив симпатичную графику и простое управление, а также редактор уровней, один из первых для консольной игры, позволяющий создать собственную уникальную трассу. IGN в ретроспективном обзоре игры назвал её «одной из оригинальных игр для NES», в которую можно играть и поныне.
GamesRadar присудил игре 15 место в списке самых лучших игр для NES.